# Sari Szász
Sari Szász (Cluj, 1922 - 19 februari 2006) was een Roemeens professioneel tafeltennisster. Zij werd viermaal wereldkampioen tafeltennis.

## Belangrijkste resultaten
- Goud met het team op de wereldkampioenschappen 1950.
- Goud met het team op de wereldkampioenschappen 1951.
- Goud met het team op de wereldkampioenschappen 1953.
- Goud met het team op de wereldkampioenschappen 1955.